# Dieter Berg
Dieter Berg (* 22. Juli 1944 in Preußisch Holland/Ostpreußen) ist ein deutscher Historiker, der sich mit der Geschichte des Mittelalters beschäftigt.

## Leben
Dieter Berg studierte an den Universitäten Köln, Göttingen und Bochum Geschichte und Germanistik für das Höhere Lehramt. Von 1969 bis 1983 war er Wissenschaftlicher Assistent in Bochum, wobei er 1973 mit einer von Franz-Josef Schmale angeregten und betreuten Arbeit promoviert wurde. 1981 folgte die Habilitation in Bochum. In den folgenden Jahren war er Gastdozent an mehreren Universitäten, unter anderem in Heidelberg. Ab 1989 war er C-4 Professor am Historischen Seminar der Universität Hannover, an der er 2009 emeritiert wurde.
Bergs Forschungsinteressen decken mehrere Gebiete ab: Neben der allgemeinen Geschichte des Heiligen Römischen Reichs im Mittelalter, vor allem aber im Hoch- und Spätmittelalter und dabei speziell die Staufer, beschäftigt er sich hauptsächlich mit der Geschichte der auswärtigen Beziehungen im Mittelalter. Besonders die Beziehungen Englands zum Kontinent waren wiederholt der Gegenstand seiner wissenschaftlichen Untersuchungen. Mit seinen Arbeiten England und der Kontinent und Deutschland und seine Nachbarn gab Berg wichtige Impulse, etwa zur Bedeutung der „Außenpolitik“, die von manchen Historikern für die Zeit des Mittelalters als gar nicht gegeben angesehen wird. Im Jahr 2007 legte er über den englischen Herrscher Richard Löwenherz ein deutschsprachiges Standardwerk vor.
2013 erschien Bergs Biographie zum englischen König Heinrich VIII., die in der Forschung positiv aufgenommen wurde, und 2016 eine Überblicksdarstellung zum Haus Tudor. In beiden Werken verband Berg die Schilderung der politischen Geschichte mit strukturgeschichtlichen Aspekten und bettete dies in den Kontext der europäischen Geschichte ein.
Des Weiteren bilden die mittelalterliche Bildungs- und Kulturgeschichte (etwa die Universitäten) sowie die Kirchen- und Ordensgeschichte, besonders die Bettelorden, Schwerpunkte seiner Forschungen. Berg beschäftigt sich zudem mit der Wissenschaftsgeschichte im 19. und 20. Jahrhundert und setzte sich intensiv mit der Geschichte der Juden auseinander. Er war fast ein Jahrzehnt auswärtiger Mitarbeiter am Institutum Judaicum Delitzschianum und von 1988 bis Ende 2006 Direktor des Instituts für franziskanische Geschichte (IFG) zunächst in Bochum und ab 1995 in Münster. 2007 entstand daraus die Fachstelle Franziskanische Forschung in Münster, deren Geschäftsführer Berg wurde.

## Schriften (Auswahl)
Monographien
- England und der Kontinent. Studien zur auswärtigen Politik der anglonormannischen Könige im 11. und 12. Jahrhundert. Winkler, Bochum 1987, ISBN 3-924517-18-5.
- Deutschland und seine Nachbarn 1200–1500 (= Enzyklopädie deutscher Geschichte. Band 40). Oldenbourg, München 1997, ISBN 3-486-55707-6.
- Armut und Geschichte. Studien zur Geschichte der Bettelorden im Hohen und Späten Mittelalter (= Saxonia Franciscana. Band 11). Butzon und Bercker, Kevelaer 2001, ISBN 3-7666-2074-6 (Enthält 13 Beiträge aus den Jahren 1978–2001).
- Die Anjou-Plantagenets. Die englischen Könige im Europa des Mittelalters (1100–1400) (= Kohlhammer-Urban-Taschenbücher. Band 476 (recte 577)). Kohlhammer, Stuttgart 2003, ISBN 3-17-014488-X (Alois Gerlich: Besprechung. In: Zeitschrift der Savigny-Stiftung für Rechtsgeschichte. Germanistische Abteilung. Band 122, 2005, S. 519–522).
- Richard Löwenherz. Wissenschaftliche Buchgesellschaft, Darmstadt 2007, ISBN 978-3-534-14511-9.
- Heinrich VIII. von England. Leben – Herrschaft – Wirkung (= Kohlhammer-Urban-Taschenbücher. Band 736). Kohlhammer, Stuttgart 2013, ISBN 978-3-17-021900-7.
- Die Tudors. England und der Kontinent im 16. Jahrhundert. Kohlhammer, Stuttgart 2016, ISBN 978-3-17-025670-5.
- Franz von Assisi. Der sanfte Rebell. Reclam, Ditzingen 2017, ISBN 978-3-15-011146-8.
- Oliver Cromwell: England und Europa im 17. Jahrhundert. Kohlhammer, Stuttgart 2019, ISBN 978-3-170-33160-0.

Herausgeberschaften
- Bürger, Bettelmönche und Bischöfe in Halberstadt. Studien zur Geschichte der Stadt, der Mendikanten und des Bistums vom Mittelalter bis zur Frühen Neuzeit (= Saxonia Franciscana. Band 9). Dietrich-Coelde, Werl 1997, ISBN 3-87163-224-4.
- Spuren franziskanischer Geschichte. Chronologischer Abriß der Geschichte der Sächsischen Franziskanerprovinzen von ihren Anfängen bis zur Gegenwart (= Saxonia Franciscana. Sonderband). Dietrich-Coelde, Werl 1999, ISBN 3-87163-240-6.
- Jürgen Werinhard Einhorn: KunstErziehung. Literatur, Kunst und Schulpraxis in franziskanischer Perspektive. Festgabe zum 65. Geburtstag (= Saxonia Franciscana. Band 12). Dietrich-Coelde, Werl 1999, ISBN 3-87163-249-X.
- mit Leonhard Lehmann: Franziskus-Quellen. Die Schriften des heiligen Franziskus, Lebensbeschreibungen, Chroniken und Zeugnisse über ihn und seinen Orden (= Zeugnisse des 13. und 14. Jahrhunderts zur Franziskanischen Bewegung. Band 1). Butzon & Bercker, Kevelaer 2009, ISBN 978-3-7666-2111-5.
- Franziskus von Assisi: Sämtliche Schriften (= Reclams Universal-Bibliothek. Band 19044). Lateinisch/Deutsch. Reclam, Stuttgart 2014, ISBN 978-3-15-019044-9.